# Russell Simpson (acteur)
Russell McCaskill Simpson (San Francisco, 17 juni 1880 – Woodland Hills, 12 december 1959) was een Amerikaans acteur.

## Levensloop en carrière
Simpson begon zijn carrière in The Virginian (1914). In de jaren 20 speelde hij onder meer in Under the Lash (1921) naast Gloria Swanson. In de jaren 30 speelde hij onder meer in Billy the Kid (1930). Het bekendst zijn zijn films uit de jaren 40 zoals een hoofdrol in The Grapes of Wrath (1940) naast Henry Fonda en Jane Darwell. In datzelfde jaar speelde hij in Virginia City naast Errol Flynn. Zijn laatste film dateert van 1959, namelijk The Horse Soldiers met John Wayne. In datzelfde jaar overleed Simpson op 79-jarige leeftijd.